# Nothomb (Belgique)
Pour les articles homonymes, voir Nothomb.
Nothomb (prononcé /nɔ.tɔ̃(b)/, en allemand Nothum, en luxembourgeois Noutem, en wallon Notombe) est une section et un village de la commune belge d'Attert située en province de Luxembourg et Région wallonne.

## Géographie
Le village est traversé du côté est par la Nothomb, un ruisseau affluent de l'Attert.
Il est délimité par la frontière luxembourgeoise, moins de 2 km à l'est.

## Histoire
Nothomb fusionne avec Attert sous le régime français.
En 1839, il fut attribué au Grand-Duché de Luxembourg, mais redevint belge en 1843.
En 1923, Nothomb et Parette se séparent d'Attert pour former la commune de Nothomb.
À la fusion des communes de 1977, Nothomb rejoint la commune d'Attert.